# Miyamoto Saburō

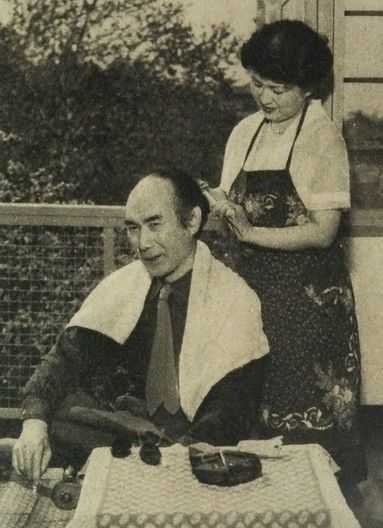
Miyamoto Saburō
mit seiner Frau Fumie, 1954

Miyamoto Saburō (japanisch 宮本 三郎; geb. 23. Mai 1905, in der Präfektur Ishikawa; gest. 13. Oktober 1974) war ein japanischer Maler der Yōga-Richtung während der Shōwa-Zeit.

## Leben und Werk
Miyamoto studierte Malerei an der Kawabata-Kunstschule (川端画学校, Kawabata gagakkō) unter Fujishima Takeji und an der Kunstakademie Kansai (関西美術院, Kansai Bijutsuin). Von 1938 bis 1939 bildete er sich in Frankreich an der Académie Ranson weiter. Miyamoto war langjähriges Mitglied der Künstlervereinigung Nika-kai (二科会).
Während des Pazifikkriegs war er, wie viele Malerkollegen, als Kriegsmaler tätig. Für das Gemälde „Yamashita und Percival bei der Übergabe von Singapur“ (山下・パーシバル両司令官会見図, Yamashita, Pāshibaru ryō shireikan kaiken-zu) das 1942 die Übergabeverhandlung zwischen dem japanischen Befehlshaber Yamashita und dem Kommandanten von Singapur, Percival, darstellt, wurde mit dem Preis der Akademie der Künste ausgezeichnet. Es basiert auf einem Pressefoto, das 1942 während der Übergabeverhandlung gemacht worden war. – Sein Gemälde „Überraschungsangriff auf Manado der Marine-Fallschirmtruppe“ (海軍落下傘部隊メナド奇襲, Kaigun rakkasan butai Menado kishū) aus dem Jahr 1943, das die Luftlandung bei Manado darstellt, erhielt den Asahi-Preis.
1946 wurde Miyamoto Lehrbeauftragter an dem Kanazawa College of Art. 1947 gründete er mit Kumagai Morikazu und anderen Freunden die Niki-kai (二紀会), deren Präsident er auch wurde. 1955 erhielt er eine Position an der Tokyo University of Education. Er war zudem Mitglied der Akademie der Künste.
1980 wurde im Geburtsort Komatsu das „Miyamoto Saburō Gedenkmuseum“ (宮本三郎記念美術館) eröffnet. 1998 kamen aus dem Nachlass Ölgemälde, Skizzenblätter und Anderes dazu, so dass ein Umbau erfolgte, der im Jahr 2000 eröffnet werden konnte. 1998 wurde auch ein Zweigmuseum in Tokio eröffnet.